# Бранкица Дамјановић
Бранкица Дамјановић (Приштина, 1971) српска је књижевница и новинарка. Родила се у Приштини а тренутно живи у Београду.

## Биографија
Рођена је у Приштини али се преселила у Пирот за време рата, 1999. године где је радила као новинарка 9 година. Овом професијом се бавила 20 година. Радила је на РТС-у као и на пиротској локалној телевизији.
Написала је неколико приручника за новинаре.
Мајка је двоје деце.

## Дела
Прва збирка кратких прича Добро је изашла је у више издања, штампана у  10 000 примерака а књига Не бих ово могла без тебе награђена је признањем Новосадског књижевног клуба за најбоље прозно остварење у 2015. години.
Касније је издала књиге: Мој син Јован (2011), Рукопис мога брата (2016), Рекла ми је волим те (2018), Сетило се мајке (2020).